# 德田站
德田站是位于内蒙古自治区科尔沁右翼中旗德田的一个铁路车站，邮政编码29425。车站建于1981年，有通霍铁路经过该站，现不办理客货运业务，车站及上下行区间均未电气化。车站距离通辽站324公里，隶属沈阳铁路局，是五等站。